# Somma wulkaniczna

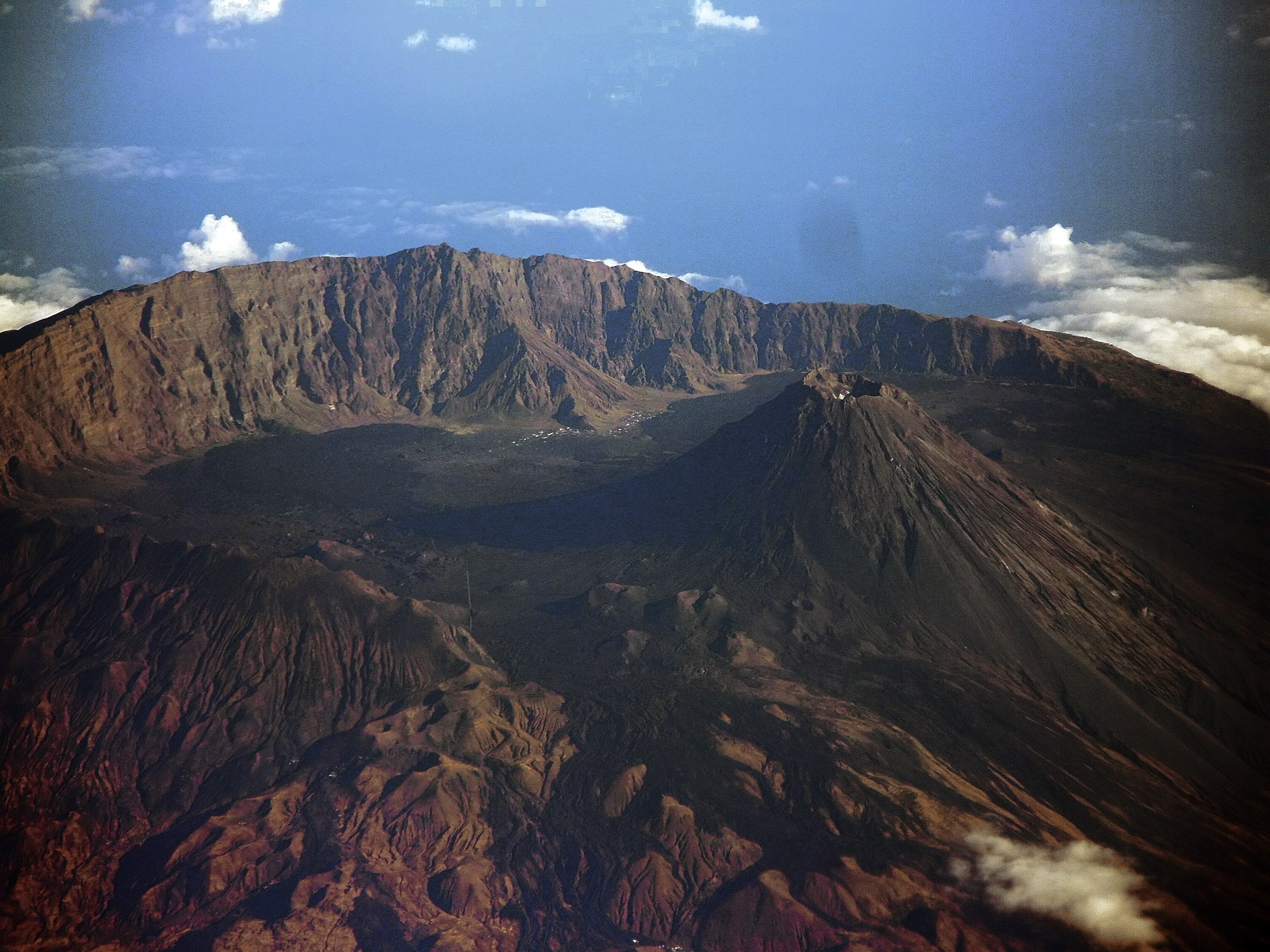
Przykład sommy

Somma wulkaniczna (również w skrócie: somma) – krawędź dawnej kaldery wulkanicznej stratowulkanu, zachowana w całości (rzadziej) lub jedynie częściowo (częściej), we wnętrzu której uformował się z czasem nowy, zwykle wyższy stożek wulkaniczny.
Nazwa pochodzi od masywu Monte Somma (1132 m n.p.m.) w Kampanii we Włoszech, stanowiącego fragment krawędzi kaldery dawnego potężnego stratowulkanu, wewnątrz którego wyrósł stożek Wezuwiusza.
Większość najlepszych przykładów aktywnych wulkanów z wyraźnie wykształconą sommą znajduje się na półwyspie Kamczatka oraz na będących jego geologicznym przedłużeniem Wyspach Kurylskich. Klasycznym przykładem jest tu wulkan Tiatia, położony w północnej części wyspy Kunaszyr.